# Igneocnemis flammea
Igneocnemis flammea – gatunek ważki z rodziny pióronogowatych (Platycnemididae). Endemit Filipin.